# Jian-Wei Pan

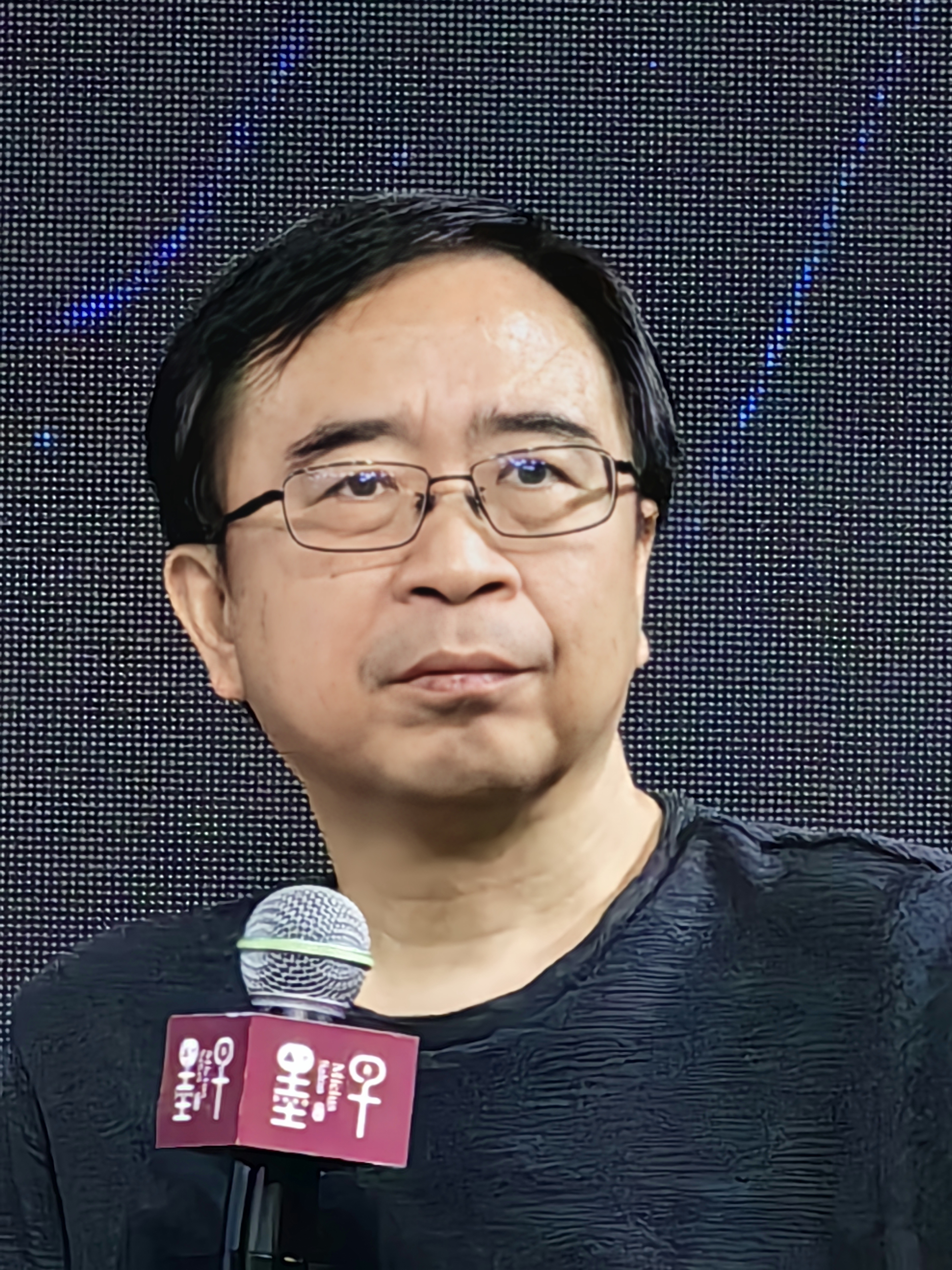
Jian-Wei Pan, 2023

Jian-Wei Pan (潘建伟; * 11. März 1970 in Dongyang, Zhejiang) ist ein chinesischer Quantenphysiker an der Chinesischen Universität für Wissenschaft und Technik. Seit 2005 ist Pan Jianwei Mitglied der Gesellschaft des 3. September, seit Dezember 2017 einer ihrer stellvertretenden Vorsitzenden.
Von 2013 bis 2023 war er als Vertreter der  Wissenschaftlich-technischen Kreise Mitglied der Politischen Konsultativkonferenz des chinesischen Volkes, ab 2023 dann für die Partei.

## Leben
Pan studierte an der Chinesischen Universität für Wissenschaft und Technik (USTC), wo er 1992 einen Bachelor und 1995 einen Master erhielt. Er studierte ab 1996 an der Universität Innsbruck und wurde 1999 bei Anton Zeilinger an der Universität Wien promoviert. Als Postdoktorand arbeitete er an der Universität Heidelberg, wo er eine Arbeitsgruppe zur Quantenphysik aufbaute. Seit 2008 ist er wieder an der USTC, wo er eine Professur innehat und Vizepräsident ist.

## Werk
Er ist für seine Arbeiten zur Quantenteleportation, Quantenkommunikation und Quantenkryptographie bekannt. Er ist einer der Ko-Autoren von Anton Zeilinger beim erstmaligen experimentellen Nachweis der Quantenteleportation 1997.
Er war Leitender Wissenschaftler des 2016 gestarteten Micius-Satelliten des QUESS-Projekts (Quantum Experiments at Space Scale). Der Satellit wurde 2016 gestartet. Mit ihm wurden Experimente zu Quantenoptik und Quanteninformation durchgeführt, darunter Quantenschlüsselaustausch, Quanten-Teleportation und Test der Bell-Ungleichung, wobei chinesische Wissenschaftler in einem Forschungsverbund mit denen der Universität Wien zusammenarbeiteten. Ein Sagnac-Interferometer an Bord des Satelliten erzeugt verschränkte Photonen. Im Dezember 2020 verkündete Pan mit einem Forscherteam in einem Fachbeitrag, mit einem Versuchsaufbau einen photonen-basierten Ansatz zur Quantenüberlegenheit demonstriert zu haben. Das Gaussian Boson Sampling war zuvor nur theoretisch durch Scott Aaronson und Alex Arkhipov beschrieben worden.
Pan hat laut Google Scholar einen h-Index von 146, laut Datenbank Scopus einen von 128 (Stand jeweils August 2025).

## Auszeichnungen
Jian-Wei Pan erhielt zahlreiche Auszeichnungen, darunter 2004 den Sofja Kovalevskaja-Preis, 2012 den International Quantum Communication Award, 2018 den Newcomb Cleveland Prize (für Satellite-Based Entanglement Distribution Over 1200 kilometers), 2018 den Willis-E.-Lamb-Preis, 2019 den R. W. Wood Prize und 2020 den Zeiss Research Award.
Er ist seit 2012 Mitglied der World Academy of Sciences, seit 2013 Fellow der American Physical Society und seit 2016 Auswärtiges Mitglied der Österreichischen Akademie der Wissenschaften, seit 2024 Auswärtiges Mitglied der Royal Society.
Ein Asteroid wurde 2025 nach ihm benannt: (470341) Panjianwei.

## Privates
Jian-Wei Pan ist Vater zweier in Deutschland geborener Kinder.

## Schriften (Auswahl)
- mit D. Bouwmeester, K. Mattle, M. Eibl, H. Weinfurter, A. Zeilinger: Experimental quantum teleportation, Nature, Band 390, 1997, 575–579
- mit D. Bouwmeester, H. Weinfurter, A. Zeilinger: Experimental entanglement swapping: entangling photons that never interacted, Phys. Rev. Lett., Band 80, 1998, S. 3891
- mit D. Bouwmeester, M. Daniell, H. Weinfurter, A. Zeilinger: Observation of three-photon Greenberger-Horne-Zeilinger entanglement, Phys. Rev. Lett., Band 82, 1999, S. 1345
- mit D. Bouwmeester, M. Daniell, H. Weinfurter, A. Zeilinger: Experimental test of quantum nonlocality in three-photon Greenberger–Horne–Zeilinger entanglement, Nature, Band 403, 2000, S. 515–519
- mit C. Simon, C. Brukner, A. Zeilinger: Entanglement purification for quantum communication, Nature, Band 410, 2001, S. 1067–1070
- mit M. Daniell, S. Gasparoni, G. Weihs, A. Zeilinger: Experimental demonstration of four-photon entanglement and high-fidelity teleportation, Phys. Rev. Lett., Band 86, 2001, S. 4435
- mit S. Gasparoni, R. Ursin, G. Weihs, A. Zeilinger: Experimental entanglement purification of arbitrary unknown states, Nature, Band 423, 2003, S. 417–422
- mit P. Walther, M. Aspelmeyer, R. Ursin, S. Gasparoni, A.  Zeilinger: De Broglie wavelength of a non-local four-photon state, Nature, Band 429, 2004, S. 158–161
- mit C. Y. Lu u. a.: Experimental entanglement of six photons in graph states, Nature Physics, Band 3, 2007, S. 91–95
- mit L. Xiao, G. L. Long, F. G. Deng: Efficient multiparty quantum-secret-sharing schemes, Phys. Rev. A, Band 69, 2004, S. 052307
- mit Z. Zhao, Y. A. Chen, A. N. Zhang, T. Yang, H. J. Briegel: Experimental demonstration of five-photon entanglement and open-destination teleportation, Nature, Band 430, 2004, S. 54–58
- mit J. Yin u. a.: Quantum teleportation and entanglement distribution over 100-kilometre free-space channels, Nature, Band 488, 2012, S. 185–188
- mit Z. B. Chen, C. Y. Lu, H. Weinfurter, A. Zeilinger, M. Zukowski: Multiphoton entanglement and interferometry, Reviews of Modern Physics, Band 84, 2012, S. 777
- mit X. Ding u. a.: On-demand single photons with high extraction efficiency and near-unity indistinguishability from a resonantly driven quantum dot in a micropillar, Phys. Rev. Lett., Band 116, 2016, S.  020401
- mit J. Yin u. a.: Satellite-based entanglement distribution over 1200 kilometers, Science, Band 356, 2017, S. 1140–1144
- mit S. K. Liao u. a.: Satellite-to-ground quantum key distribution, Nature, Band 549, 2017, S. 43–47